# Berlin Ostkreuz
Berlin Ostkreuz är en av Berlins mest trafikerade järnvägsstationer från 1882. Stationen trafikeras av Berlins pendeltåg (S-bahn) på 6 spår och regionaltåg på ytterligare 6 spår, sammanlagt 12 spår. Stationen ligger i östra Berlin och är en av Berlins stora tågcentraler. Stationen har renoverats och byggts om och blev klar 2018. Idag är Ostkreuz den station som trafikeras av flest S-bahnlinjer, 8 stycken. 

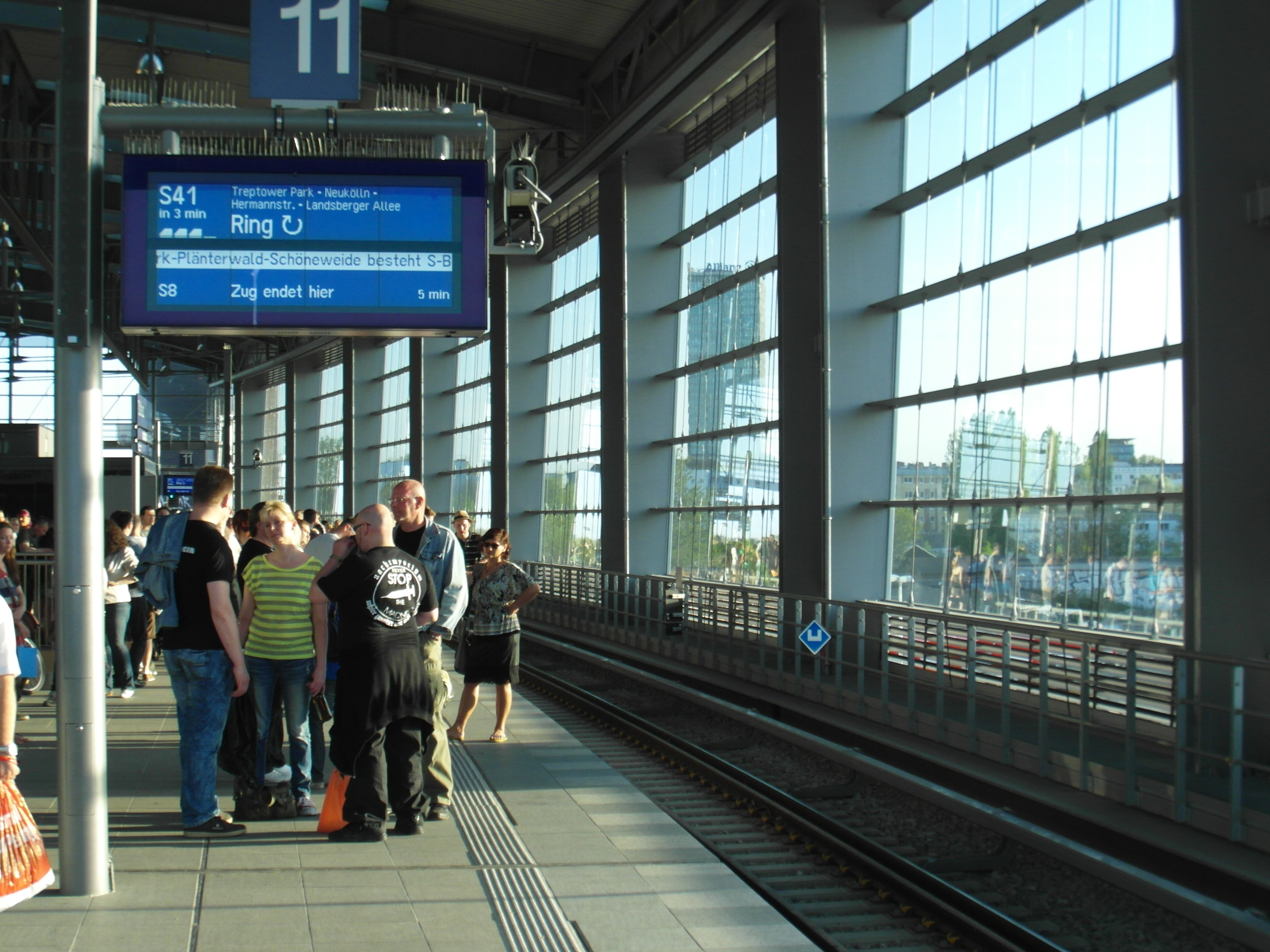
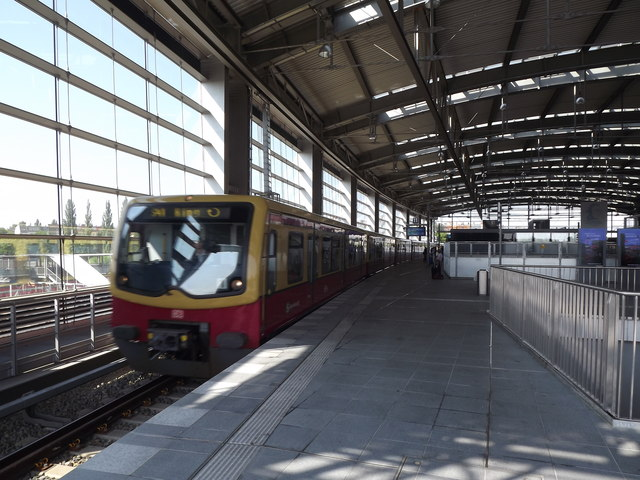
Övre plan
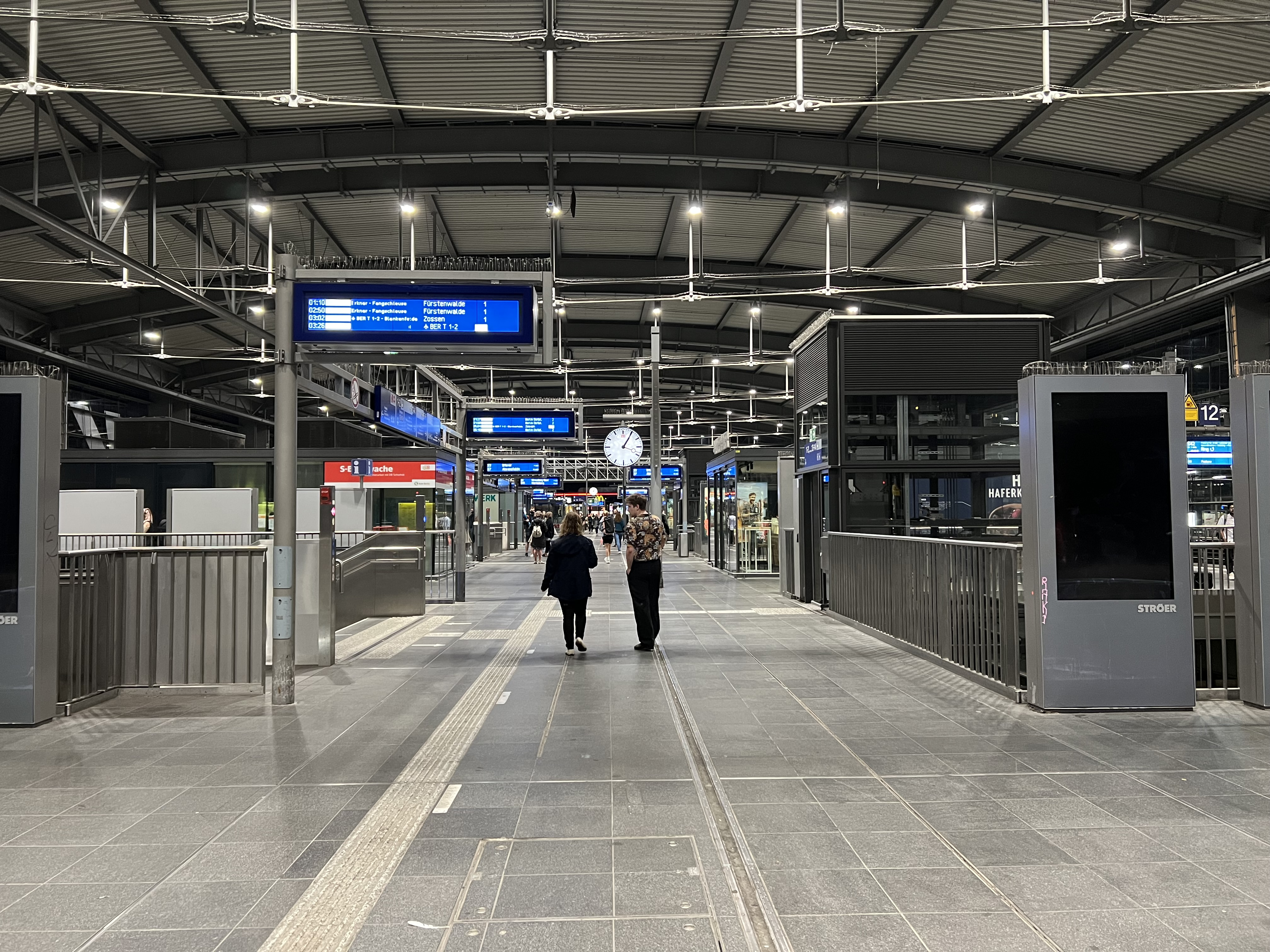
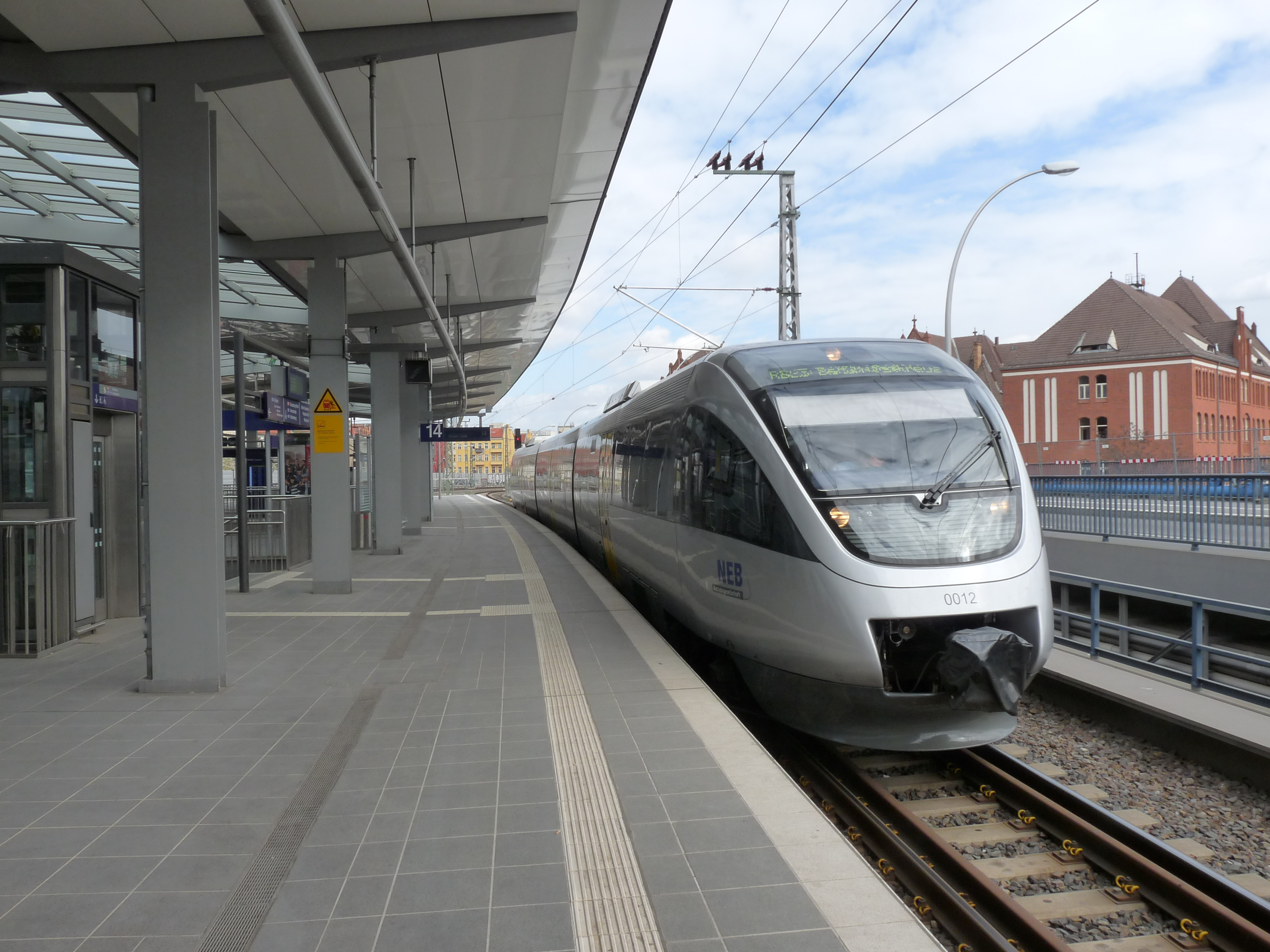
Regionaltåg på Nedre planet